# オケハザマってなんですか?〜What is OKEHAZAMA〜
『オケハザマってなんですか?〜What is OKEHAZAMA〜』（オケハザマってなんですか ほわっと・いず・おけはざま）は、2020年10月6日から2022年6月29日までRKB毎日放送で放送されていた深夜バラエティ番組である。なお本稿では、番組の続編である『オケハザマってなんですか?〜弐ノ陣・版図拡大～』（オケハザマってなんですか にのじん・はんとかくだい）についてもあわせて記載する。

## 概要
架空のカフェテリア「カフェOKEHAZAMA」を舞台として毎回ゲストを呼び、インタビューを行う形式の番組。
「人生の中で未知数の勝負に挑んだ瞬間」を、織田信長の桶狭間の戦いに準えて「オケハザマ」と称し、ゲストが体験した「オケハザマ」の出来事やそこから得た教訓をシェアするという構成。
ゲストは特定の分野に突出した研究家や芸能事務所の社長など「知る人ぞ知る」人物が中心だが、「〜What is OKEHAZAMA〜」編の第36回放送では宮脇咲良、第41回放送ではChageが出演した。
なおテレビ放送は2022年6月29日で終了したが、RKBラジオにて2024年1月20日から毎週土曜日に、坂本愛玲菜がメインパーソナリティを務める「坂本愛玲菜のオケハザマってなんですか?」が放送されている。テレビ放送時代と同じコンセプトで毎回ゲストインタビューを行なっており、Podcastで聞けるディレクターズカット版も公開されている。

## 出演者
- 竹内マーシェル（カフェOKEHAZAMA店長）
- 寺坂頼我（イリビタリ客）
- ミカエラ・ブレスウェート（イリビタリ客）
- 神田陸人（イリビタリ客） - 寺坂頼我欠席時
- 運上弘菜(HKT48)（アルバイト店員）
- 坂本愛玲菜(HKT48)（アルバイト店員）
- 渡部愛加里(HKT48)（アルバイト店員）

## 放送日程

### シーズン1
| 回 | 放送日                    | タイトル | ゲスト                                                                            | 備考                                        |
| -- | ------------------------- | --- | --------------------------------------------------------------------------------- | ------------------------------------------- |
| 1  | 2020年10月7日 1:40 - 2:10 | 未定 | 前田治昌(HKT48を運営する会社 株式会社Mercuryの社長)                               | この回のみHKT48のメンバーは出演していない。 |
| 2  | 10月14日                  | 未定 | 東根哲章(ピクシブ株式会社の執行役員)                                              |                                             |
| 3  | 10月21日                  | 未定 | 十徳御膳(吉本興業福岡支社所属の芸人)                                              |                                             |
| 4  | 10月28日                  | 未定 | 中村俊介（株式会社しくみデザインの代表取締役）                                    |                                             |
| 5  | 11月4日                   | 未定 | 大山哲哉（株式会社CGEの代表取締役）                                               |                                             |
| 6  | 11月11日                  | 未定 | 高橋努武（株式会社高橋商店の代表取締役）                                          |                                             |
| 7  | 11月25日                  | 未定 | 佐藤詳悟（株式会社FIREBUGの代表取締役CCO）                                        |                                             |
| 8  | 12月2日                   | 未定 | 千葉知也（フリーシェフ、ロンドンの日本食レストラン"Dinings"の創業者）             |                                             |
| 9  | 12月9日                   | 未定 | 中村義之（株式会社YOUTURNの代表取締役）                                           |                                             |
| 10 | 12月16日                  | 未定 | 大賀博文（株式会社OHGの代表取締役）                                               |                                             |
| 11 | 12月23日                  | 未定 | acane、林博之（SUNWORKS）                                                         | 1時間スペシャル                             |
| 12 | 2021年 1月6日             | 株式会社YAMAP 春山さんのオケハザマ!【スタートアップ】 | 春山慶彦（株式会社YAMAP）                                                         |                                             |
| 13 | 1月13日                   | Racing Driver 坂口さんのオケハザマ! | 坂口夏月（レーシングドライバー）                                                  |                                             |
| 14 | 1月20日                   | DOMUS オーナーシェフ アントニオさんのオケハザマ! | アントニオ（DOMUSオーナーシェフ）                                                 |                                             |
| 15 | 1月27日                   | インフラ関係 岡本さんのオケハザマ! | 岡本行哲（インフラ開発）                                                          |                                             |
| 16 | 2月3日                    | LOCON株式会社 石井さんのオケハザマ! | 石井大貴（LOCON株式会社）                                                         |                                             |
| 17 | 2月10日                   | ONE・福岡株式会社 武内さんのオケハザマ! | 武内和久（ONE・福岡株式会社）                                                     |                                             |
| 18 | 2月17日                   | 南福岡自動車学校 かめライダーさんのオケハザマ! | かめライダー（南福岡自動車学校イメージキャラクター）                              |                                             |
| 19 | 2月24日                   | neuet（チャリチャリ） 家本さんのオケハザマ!【スタートアップ】 | 家本賢太郎（neuet）                                                               | 「Charichari」運営                          |
| 20 | 3月3日                    | 吉本エリアアクション 新田さんのオケハザマ! | 新田敦夫（福岡吉本劇場支配人）                                                    |                                             |
| 21 | 3月10日                   | CAVIN Inc. CEO Yuya Roy Komatsuさんのオケハザマ!【スタートアップ】                                                                                                   | Yuya Roy Komatsu（CAVIN Inc.CEO）                                                 |                                             |
| 22 | 3月17日                   | グルメブロガー デビ高橋さんのオケハザマ! | デビ高橋（グルメブロガー）                                                        |                                             |
| 23 | 3月24日                   | 振付師・着物パフォーマーSAKiさんのオケハザマ! | SAKi（振付師・着物パフォーマー）                                                  |                                             |
| 24 | 3月31日                   | 総集編スペシャル | 総集編                                                                            |                                             |
| 25 | 4月7日                    | 料理イノベーター宮田さんのオケハザマ! | 宮田直和（料理イノベーター）                                                      |                                             |
| 26 | 4月21日                   | AND THE SOIL. 田中さんと冷川さんのオケハザマ! | 田中さんと冷川さん（オーガニックストア「AND THE SOIL.」）                         |                                             |
| 27 | 4月28日                   | 未定 | 平由以子（ローカルフードサイクリング株式会社）                                    |                                             |
| 28 | 5月5日                    | 株式会社ヌーラボ 橋本さんのオケハザマ! | 橋本正徳（株式会社ヌーラボ）                                                      |                                             |
| 29 | 5月12日                   | （株）Bike is Life 山田大五朗さんのオケハザマ! | 山田大五朗（Bike is Life・マウンテンバイク元日本代表）                            |                                             |
| 30 | 5月19日                   | K-1ファイター K-Jeeさんのオケハザマ! | K-Jee（K-1ファイター）                                                            |                                             |
| 31 | 5月26日                   | 株式会社PECOFREE 川浪達雄さんのオケハザマ!【スタートアップ】 | 川浪達雄（株式会社PECOFREE）                                                      |                                             |
| 32 | 6月2日                    | 株式会社BCC 三原広喜さんのオケハザマ! | 三原広喜（株式会社BCC）                                                           |                                             |
| 33 | 6月9日                    | お坊さん見習いの現役短大生 天本長子さんのオケハザマ! | 天本長子（僧侶見習い）                                                            |                                             |
| 34 | 6月16日                   | オ・ボルドー・フクオカ 渡邉裕康さんと北川真生さんのオケハザマ! | 渡邉裕康・北川真生（ワインバー「オ・ボルドー・フクオカ」）                        |                                             |
| 35 | 6月23日                   | 映画監督 岩松茂さんのオケハザマ! | 岩松茂（映画監督）                                                                |                                             |
| 36 | 6月30日                   | 未定 | 宮脇咲良（元HKT48・元IZ*ONE）                                                     |                                             |
| 37 | 7月7日                    | 次世代家具を生み出すスタートアップ企業 ワアク株式会社 酒見さんのオケハザマ!                                                                                          | 酒見史裕（ワアク株式会社取締役）                                                  |                                             |
| 38 | 7月14日                   | 世界初のバックグラウンド多要素認証「DZ Security」を開発 株式会社AnchorZ 徳山真旭さんのオケハザマ!                                                                    | 徳山真旭（株式会社AnchorZ・「DZ Security」開発者）                                |                                             |
| 39 | 7月21日                   | 日本サウナ学会 加藤容崇さんのオケハザマ! | 加藤容崇（日本サウナ学会）                                                        |                                             |
| 40 | 7月28日                   | キャンピングカーのレンタルサービス「OSOTO」を運営する 合同会社Yerrow代表社員 白石洋一さんのオケハザマ!                                                               | 白石洋一（合同会社Yerrow代表社員・キャンピングカーレンタルサービス「OSOTO」運営） |                                             |
| 41 | 8月4日                    | 福岡が誇るミュージシャン Chageさんのオケハザマ! | Chage                                                                             |                                             |
| 42 | 8月11日                   | 日本環境設計株式会社 取締役会長 岩元美智彦さんのオケハザマ! | 岩元美智彦（日本環境設計株式会社 取締役会長）                                     |                                             |
| 43 | 8月18日                   | DXYZ株式会社 木村晋太郎さんのオケハザマ! | 木村晋太郎（DXYZ株式会社）                                                        |                                             |
| 44 | 8月25日                   | 福岡で話題の行列ができる人気店オーナー 株式会社ヒラコンシェ 平子良太さんのオケハザマ!                                                                                | 平子良太（株式会社ヒラコンシェ）                                                  | マリトッツォ誕生秘話                        |
| 45 | 9月1日                    | 一般社団法人 福岡SDGs協会 髙木正太郎さんのオケハザマ! | 髙木正太郎（一般社団法人 福岡SDGs協会）                                           |                                             |
| 46 | 9月8日                    | 福岡で女性専用の骨格改善サロンを展開する sui.pilates 町村美帆さんのオケハザマ質屋をベースにオークション運営やAI開発も行う 株式会社ものばんく 吉田悟さんのオケハザマ! | 町村美帆（理学療法士・ピラティスインストラクター）                                |                                             |
| 47 | 9月15日                   | 質屋をベースにオークション運営やAI開発も行う 株式会社ものばんく 吉田悟さんのオケハザマ!                                                                              | 吉田悟（株式会社ものばんく）                                                      |                                             |
| 48 | 9月22日                   | みんなゾンビになっちゃった総集編スペシャル!! | -                                                                                 |                                             |

### シーズン2
| 回 | 放送日         | ゲスト                                                                            | 備考                                         |                                                  |
| -- | -------------- | --------------------------------------------------------------------------------- | -------------------------------------------- | ------------------------------------------------ |
| 1  | 2021年10月13日 | YouTuber 鹿の間さんのオケハザマ!                                                  | 鹿の間（Youtuber）                           |                                                  |
| 2  | 10月20日       | postalk株式会社 川野洋平さんのオケハザマ!                                         | 川野洋平（postalk株式会社）                  |                                                  |
| 3  | 10月27日       | ハニーハンター 緒方ポニィさんのオケハザマ!                                        | 緒方ポニィ（ハニーハンター）                 |                                                  |
| 4  | 11月3日        | サウンドエンジニアの戸田清章さんのオケハザマ!                                     | 戸田清章（サウンドエンジニア）               |                                                  |
| 5  | 11月10日       | 福岡県立美術館 学芸員 高山百合さんのオケハザマ!                                   | 高山百合（福岡県立美術館 学芸員）            | 吉原さくら教授出演（日本経済大学福岡キャンパス） |
| 6  | 11月16日       | 株式会社スケブ なるがみさんのオケハザマ!                                          | なるがみ（株式会社スケブ）                   | 吉原さくら教授出演（日本経済大学福岡キャンパス） |
| 7  | 11月23日       | H&W株式会社 橋爪敦哉さんのオケハザマ!                                             | 橋爪敦哉（H&W株式会社）                      | 吉原さくら教授出演（日本経済大学福岡キャンパス） |
| 8  | 12月1日        | みそらぼ代表 味噌研究家 安藤久代さんのオケハザマ!                                 | 安藤久代（みそらぼ代表 味噌研究家）          |                                                  |
| 9  | 12月8日        | サンシャインジュース コウノリさんのオケハザマ!                                    | コウノリ（コールドプレスジュース専門店）     |                                                  |
| 10 | 12月15日       | pupu株式会社 尾本勝征さんのオケハザマ!                                            | 尾本勝征（pupu株式会社）                     |                                                  |
| 11 | 12月22日       | 鹿の間大学スペシャル 立花宗茂さんのオケハザマ!                                    | 加来耕三（歴史家）                           |                                                  |
| 12 | 2022年 1月12日 | 株式会社ベンナーズ 井口剛志さんのオケハザマ!                                      | 井口剛志（株式会社ベンナーズ）               |                                                  |
| 13 | 1月19日        | 株式会社ストーンマーケット 中村泰二郎さんのオケハザマ!                            | 中村泰二郎（株式会社ストーンマーケット）     |                                                  |
| 14 | 1月26日        | SARAYA株式会社 代島裕世さんのオケハザマ!                                          | 代島裕世（SARAYA株式会社）                   |                                                  |
| 15 | 2月2日         | JAからつ 唐津うまかもん市場 店長 坂本輝憲さんのオケハザマ!                        | 坂本輝憲（JAからつ 唐津うまかもん市場 店長） |                                                  |
| 16 | 2月9日         | エックスモバイル株式会社 木野将徳さんのオケハザマ!                                | 水野将徳（エックスモバイル株式会社）         |                                                  |
| 17 | 2月16日        | 株式会社FLAG 貞光賢一さんのオケハザマ!                                            | 貞光賢一（株式会社FLAG）                     |                                                  |
| 18 | 2月23日        | 映像作家 音楽プロデューサー 濱洋一さんのオケハザマ!                               | 濱洋一（映像作家 音楽プロデューサー）        |                                                  |
| 19 | 3月2日         | 株式会社上向き 白坂大作さんのオケハザマ!                                          | 白坂大作（株式会社上向き）                   |                                                  |
| 20 | 3月9日         | IMARI株式会社 福井康一郎さんのオケハザマ!                                         | 福井康一郎（IMARI株式会社）                  |                                                  |
| 21 | 3月16日        | 株式会社トキメクデザイン 井上知子さんのオケハザマ!                                | 井上知子（株式会社トキメクデザイン）         |                                                  |
| 22 | 3月23日        | 総集編SP                                                                          | ゲストなし                                   |                                                  |
| 23 | 4月20日        | キャラクターデザイナー 谷口亮さんのオケハザマ!                                    | 谷口亮（キャラクターデザイナー）             |                                                  |
| 24 | 4月27日        | 福岡県 中間市長 福田健次さんのオケハザマ!                                         | 福田健次（福岡県中間市市長）                 |                                                  |
| 25 | 5月4日         | 株式会社シーズ・ライブ 渋谷征代加さんのオケハザマ!                                | 渋谷征代加（株式会社シーズ・ライブ）         |                                                  |
| 26 | 5月11日        | 株式会社吉開かまぼこ 林田茉優さんのオケハザマ!                                    | 林田茉優（株式会社吉開かまぼこ）             |                                                  |
| 27 | 5月18日        | 株式会社イトキュー 中原理臣さんのオケハザマ!                                      | 中原理臣（株式会社イトキュー）               |                                                  |
| 28 | 5月24日        | Mom’s Style 吉谷知子さんのオケハザマ!                                             | 吉谷知子（Mom’s Style）                      |                                                  |
| 29 | 6月1日         | 株式会社ttt 内田啓太さんのオケハザマ!                                             | 内田啓太（株式会社ttt）                      |                                                  |
| 30 | 6月8日         | 人形師 中村弘峰さんのオケハザマ!                                                  | 中村弘峰（人形師）                           |                                                  |
| 31 | 6月15日        | シン株式会社 武 耕太郎さんのオケハザマ!                                           | 武耕太郎（ラシン株式会社）                   |                                                  |
| 32 | 6月22日        | 株式会社nanoFreaks 千葉佳祐さんのオケハザマ!                                      | 千葉佳祐（株式会社nanoFreaks）               |                                                  |
| 33 | 6月29日        | 最終回 〜ファイナルエクセレントインフィニティエナジーブラックホールエンドゲーム〜 | -                                            |                                                  |

## ネット局
当初はRKB毎日放送のみでの放送であったが、2021年5月25日（24日深夜）からHBC北海道放送との２局ネットとなった。
なおHBC北海道放送では初回分から放送しており、本放送から約７ヶ月遅れとなっている。同局での放送時間は当初は月曜深夜25:57 - 26:27だった。
| 放送期間                                                       | 放送時間                    | 系列          | 放送局 | 放送対象地域       | 備考       |
| -------------------------------------------------------------- | --------------------------- | ------------- | ------ | ------------------ | ---------- |
| 2020年10月7日 - 2021年9月22日 ↓ 2021年10月13日 - 2022年6月29日 | 水曜1:25 - 1:55（火曜深夜） | TBSテレビ系列 | 福岡県 | RKB毎日放送(RKB)   | 制作局     |
| 2021年5月25日 - 2022年5月12日 ↓ 2022年5月19日 - 2022年10月7日  | 木曜1:26 - 1:56（水曜深夜） | TBSテレビ系列 | 北海道 | HBC北海道放送(HBC) | 遅れネット |

## スタッフ
- MA : 松下星輪
- ディレクター : 城徹也、岩男卓哉
- 構成・演出 : ミチD
- 音楽プロデューサー : 柴田喜之、戸田清章
- プロデューサー : 岩根修一
- 制作 : CMC[77]

## 番組テーマ曲
- オープニング : THE GOGGLES「I Wanna Call Your Name」（〜What is OKEHAZAMA〜）[78]、「Roll Over Baumkuchen」（〜弐ノ陣・版図拡大〜）
- エンディング : 永井真理子「Hey Droid」（〜What is OKEHAZAMA〜）、THE GOGGLES「Net It E」（〜弐ノ陣・版図拡大〜）